# MAN TGX
MAN TGX는 MAN SE사에서 만드는 화물자동차의 트랙터를 가리킨다. MAN TGS와는 형제 차종이자 상위 호환격인 차종으로 하이루프형 트랙터를 가르키고 주로 중/장거리의 트레일러를 견인하는 차종이다.

## MAN TGX의 변천사와 용도
MAN TGX는 MAN TGS의 상위 호환격인 차종으로 2007년에 MAN 대형트럭 시리즈의 3세대에 후속 차종으로 출시가 된 차종이다. 2007년에 처음으로 출시가 된 이후로는 2012년과 2016년에 각각 페이스리프트를 거쳤으며 2020년에 후속 차종인 5세대에 자리를 물려주고 4세대는 단종이 되었다. 대한민국에는 2008년부터 수입이 되었으며 주로 중/장거리의 물류를 운송하는 데에 사용이 된다.

## 경쟁 차종
- 현대 엑시언트
- 타타대우 프리마
- 타타대우 노부스
- 메르세데스-벤츠
- 볼보트럭
- 스카니아
- 이베코

## 같이 보기
- MAN TGS
- MAN SE
- MAN 대형트럭 시리즈
- 화물자동차